# Linsenmodell

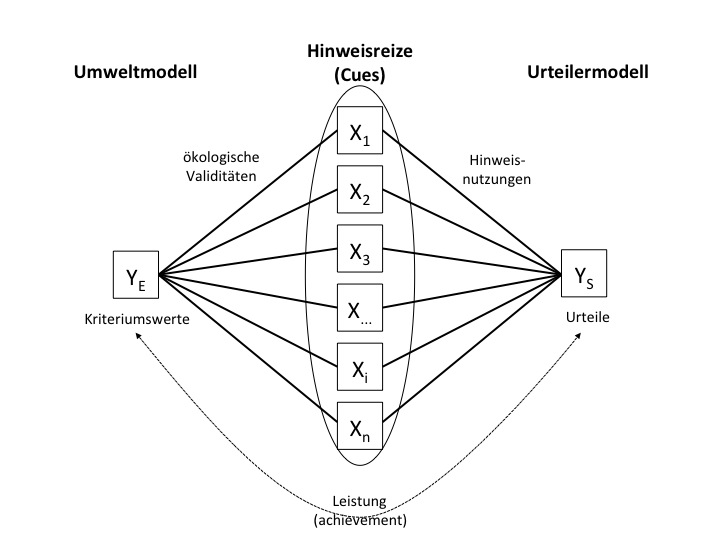
Schematische Darstellung des Linsenmodells

Das Linsenmodell (englisch lens model) ist eine allgemeine Rahmenkonzeption des Urteilsprozesses, die auf den Psychologen Egon Brunswik (1903–1955) zurückgeht. Organismen müssen fortlaufend verschiedenste Situationen und Objekte beurteilen, wobei die zu beurteilenden Eigenschaften meist nicht unmittelbar wahrnehmbar sind (z. B. der Energiegehalt eines Desserts), sondern aus Hinweisen (eng. Cues) erschlossen werden müssen (z. B. Größe, Geschmack, Sahnegehalt des Desserts). Die Hinweise erlauben meist keinen perfekten Rückschluss auf die Eigenschaft, stehen aber oft in einem statistischen Zusammenhang damit. Eine Linsenmodellanalyse gibt Aufschluss darüber, wie die einzelnen Hinweise in ein Gesamturteil integriert werden. Der Grundgedanke sowie die mit dem Linsenmodell verbundenen Analysetechniken haben die empirische Urteils- und Entscheidungsforschung seit den 1950er Jahren nachhaltig geprägt und insbesondere viele Erkenntnisse über den Erwerb von Expertise und die Bedingungen des Lernens guter Urteilsstrategien ermöglicht.

## Grundgedanke des Linsenmodells
Da die zu beurteilende Eigenschaft oder Dimension eines Urteilsobjekts – das Urteilskriterium – der Sinneserfahrung meist nicht unmittelbar zugänglich ist, muss sie aus Hinweisreizen erschlossen werden, die mit der Urteilsdimension in einem statistischen Zusammenhang stehen. Je stärker der statistische Zusammenhang eines Hinweises mit dem Kriterium ist, desto nützlicher ist er als Grundlage für ein Urteil. Der Urteilende betrachtet das Urteilsobjekt demnach metaphorisch gesprochen durch die „Linse“ der verfügbaren Hinweisreize, woher das Modell seinen Namen erhalten hat.
Der Ansatz ist universell anwendbar: Beispielsweise beurteilen wir die Regenwahrscheinlichkeit aufgrund vieler zur Verfügung stehender Hinweise (z. B. Wetterbericht, Bewölkung, Temperatur, Luftdruck) oder die Gefährlichkeit einer Verkehrssituation aufgrund mehrerer Situationsvariablen (Übersichtlichkeit der Kreuzung, Geschwindigkeit des Fahrzeugs). Ebenso wird eine medizinische Diagnose aus verschiedenen Symptomen und Labor- oder Testergebnissen erschlossen etc. Dabei können verschiedene Hinweise im Konflikt stehen und unterschiedliche Urteile nahelegen (z. B. bewölkter Himmel, aber positiver Wetterbericht).
Die Linsenmodellanalyse macht Annahmen darüber, wie solche Informationen integriert (und konflikthafte Informationen gegeneinander abgewogen) werden. Mittels statistischer Verfahren, insbesondere der multiplen linearen Regressionsanalyse, lassen sich für den Experimentator Informationen über den psychologischen Urteilsprozess einer Person gewinnen, etwa die Akkuratheit der Urteile, die Verwendung einzelner Hinweisreize, die Güte der Passung zwischen Urteilendem und Umwelt sowie die Konsistenz der Urteile.

## Entstehungsgeschichte
Brunswik entwickelte die vorläufige Idee zu der Linsenmodellanalyse in Untersuchungen zu Wahrnehmungsurteilen im Zusammenhang mit dem Phänomen der Größenkonstanz. Das Linsenmodell als generelles Modell des Urteilsprozesses entwickelte er in seinem 1952 erschienenen Buch The conceptual framework of psychology.  Sein Schüler Kenneth R. Hammond erkannte, dass das Rahmenmodell auf beliebige Urteilssituationen, z. B. auch klinische Urteile von Psychologen und Ärzten, erweiterbar ist. Das Konzept und die Analysemethoden wurden weiterentwickelt unter dem Namen "Social Judgment Theory".

## Konzept und Grundbegriffe
Der zu beurteilende Kriteriumswert YE (der Index E steht für environment = Umwelt) eines distalen Objekts ist dem Urteilenden unbekannt. Typischerweise gibt es eine Reihe von Hinweisreizen (engl. Cues) Xi, die mit dem Kriterium in einem statistischen Zusammenhang stehen, z. B. ein bestimmtes Krankheitssymptom X, das die Wahrscheinlichkeit einer bestimmten Diagnose YE erhöht. Die Stärke des statistischen Zusammenhangs eines Hinweises mit dem Kriterium wird als seine ökologische Validität bezeichnet und gibt an, wie sehr dieser Hinweis objektiv zur Vorhersage des Kriteriums beiträgt. Die Relation einer Menge von Cues zum Kriterium wird als Umweltmodell bezeichnet. Demgegenüber beschreibt das Urteilermodell auf der anderen Seite der "Linse", wie die Hinweise Xi die tatsächlichen Urteile YS (Index S für subject) beeinflussen. Die Stärke des statistischen Zusammenhangs zwischen einem Hinweis und dem Urteil wird als Hinweisnutzung (engl. cue utilization) bezeichnet und misst, wie stark ein Urteilender den jeweiligen Cue in den Urteilen berücksichtigt.
Als Maß der Urteilsleistung (engl. achievement) wird meist die Produkt-Moment-Korrelation ra zwischen tatsächlichen Kriteriumswerten und Urteilen verwendet. Diese hängt hauptsächlich ab (1.) von den ökologischen Validitäten, (2.) der Übereinstimmung des Urteiler- und Umweltmodells und (3.) der Konsistenz des Urteilenden: Die Höhe der ökologischen Validitäten gibt an, wie präzise das Kriterium generell aus den Hinweisen ermittelbar ist und wie stark die einzelnen Cues zu der Vorhersage beitragen. Die Übereinstimmung zwischen Urteiler- und Umweltmodell ist hoch, wenn valide Hinweise durch den Urteilenden auch entsprechend genutzt werden, während weniger valide entsprechend weniger gewichtet werden. Hohe Konsistenz liegt vor, wenn der Urteilende gleiche Urteilsobjekte bei mehrfacher Beurteilung konstant beurteilt und keine Zufallsschwankungen im Urteil zeigt.

## Formalisierung und Analyse
Eine Linsenmodellanalyse kann auf eine Serie von Urteilen über Objekte angewendet werden, wenn die wahren Kriteriumswerte YE, die Urteile YS und die Werte der Hinweisreize Xi vorliegen. Das Umwelt- sowie das Urteilermodell werden jeweils durch eine multiple lineare Regression der YE bzw. YS auf die Werte der Hinweise als Prädiktoren ermittelt. Die Regressionen liefern multiple Korrelationskoeffizienten RE und RS als Maße der jeweiligen Modellgüte und Regressionsgewichte Bi (bzw. βi) als Maße der ökologischen Validitäten (Umweltmodell) bzw. der Hinweisnutzungen (Urteilermodell). Neben einem qualitativen Vergleich der Regressionsgewichte beider Modelle ist eine formale Analyse mittels der Linsenmodellgleichung möglich, die heute meist in der von L. R. Tucker formulierten Form Verwendung findet. Die Linsenmodellgleichung lautet:
{\displaystyle r_{a}=G*R_{E}*R_{S}+C*{\sqrt {1-R_{E}^{2}}}*{\sqrt {1-R_{S}^{2}}}}
Die Urteilsleistung ra setzt sich demnach zusammen aus dem Passungsindex G, den multiplen Korrelationen RE und RS, sowie einem technischen Term C, der sich aus der Korrelation der Regressionsresiduen errechnet. Der Passungsindex G misst die Übereinstimmung zwischen Umwelt- und Urteilermodell und stellt demnach ein Maß für die Angepasstheit des Urteilenden an die Urteilsumwelt dar. Da RE die lineare Vorhersagbarkeit der wahren Kriteriumswerte aus den Hinweisen widerspiegelt und RS die Konsistenz, mit der ein Urteilender die Cues für die Urteile verwendet, erlaubt diese Methode demnach, Maßzahlen dieser psychologisch bedeutsamen Variablen zu ermitteln. Die Maßzahlen ra, RE und RS werden direkt mittels der Regressionsanalysen berechnet, die Ermittlung von C erfolgt in einem zweiten Schritt (wenn die Regressionsresiduen ermittelt wurden). Durch Einsetzen in die Linsenmodellgleichung kann dann im dritten Schritt der Matching-Index G berechnet werden.

## Kritische Würdigung und Weiterentwicklung
Die aus der Konzeption des Linsenmodells entwickelten Methoden haben die Urteilsforschung maßgeblich beeinflusst und insbesondere seit den 1950er Jahren die Debatte zwischen Kritikern und Befürwortern klinischer bzw. intuitiver Expertenurteile gegenüber statistischen Urteilsmodellen beflügelt. Ein großer Vorteil des Linsenmodells ist seine Flexibilität, die eine Anwendung des Konzepts und der Methode auf nahezu beliebige Urteilskontexte ermöglicht. Kritisch auf konzeptueller Ebene wurde angemerkt, dass die Regressionsgleichung auf der Seite des Urteilenden zwar den Urteilsprozess charakterisiere, indem sie die Wichtigkeit einzelner Hinweise für die Urteile ermittelt, dass sie aber keine Auskunft über die kognitiven Teilprozesse des Urteilens gebe. Methodisch ist kritisiert worden, dass die Koeffizienten der Hinweisreiznutzung nur relativ zur untersuchten Objektstichprobe interpretiert werden können und somit keine absoluten Maße der Wichtigkeit dieser Hinweise für die Urteile darstellen. So genannte Neo-Brunswikianer haben das Konzept der Urteilsbildung auf Grund von Hinweisreizen beibehalten, gehen aber über die traditionelle Analyse hinaus und formulieren explizitere kognitive Prozessmodelle der Cue-Verarbeitung.